# 昆廷·克里斯普

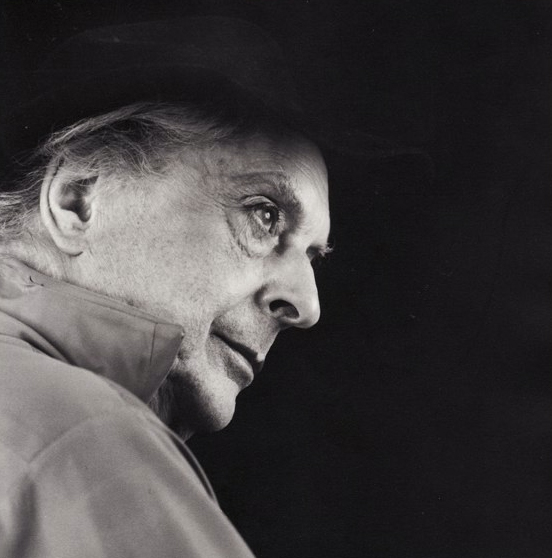
昆廷·克里斯普

昆廷·克里斯普（英語：Quentin Crisp，本名：Denis Charles Pratt，1908年12月25日—1999年11月21日）是一位英国作家和演員。 
他從小就娘娘腔，甚至希望自己變成女人。青少年时期，他曾短暂當过男妓。 後來他在艺术院校當了三十年的人體藝術模特。
昆廷·克里斯普曾批评同性恋解放运动和威爾斯王妃戴安娜。